# Relaciones Estados Unidos-Omán
Las relaciones Estados Unidos-Omán son las relaciones diplomáticas entre Estados Unidos y Omán. La relación de EE. UU. con Omán se remonta a 200 años, y los buques mercantes estadounidenses hicieron llamadas a puertos en Omán desde 1790. Omán fue la primera nación árabe en reconocer a los Estados Unidos y envió un enviado en 1841.

## Historia
Los Estados Unidos habían establecido relaciones comerciales con el Sultanato en los primeros años de la independencia estadounidense. El primer Tratado de Amistad y Comercio fue concluido en Mascate el 21 de septiembre de 1833 por Edmund Roberts y Said bin Sultan. El tratado fue el primer acuerdo de este tipo con un estado árabe independiente en el Golfo Pérsico. Este tratado inicial fue reemplazado por el Tratado de Amistad, Relaciones Económicas y Derechos Consulares firmado en Salalah el 20 de diciembre de 1958.
Se mantuvo un consulado de los Estados Unidos en Mascate desde 1880 hasta 1915. A partir de entonces, los intereses de los Estados Unidos en Omán fueron manejados por diplomáticos de los Estados Unidos residentes en otros países. En 1972, el embajador estadounidense en Kuwait también fue acreditado como el primer embajador estadounidense en Omán, y la [embajada] estadounidense, encabezada por un encargado de negocios residente, fue abrió. El primer residente de los Estados Unidos asumió su cargo en julio de 1974. La embajada de Omán se abrió en Washington D. C., en 1973.
Las relaciones entre EE. UU. y Omán se profundizaron en 1980 mediante la celebración de dos acuerdos importantes. Uno proporcionó acceso a las instalaciones militares de Omán por parte de las fuerzas estadounidenses en condiciones acordadas. El otro acuerdo estableció una Comisión Conjunta de Cooperación Económica y Técnica, ubicada en Mascate, para proporcionar asistencia económica a Omán en los Estados Unidos. La Comisión Conjunta continuó existiendo hasta mediados de los años noventa. Un programa de Cuerpo de Paz, que ayudó a Omán principalmente en los campos de la salud y la educación, se inició en 1973 y se eliminó en 1983. Un equipo de la Administración Federal de Aviación trabajó con el Departamento de Aviación Civil de Omán en un base reembolsable pero fue eliminado en 1992.
En marzo de 2005, los EE. UU. y Omán iniciaron negociaciones sobre un acuerdo de libre comercio que concluyó con éxito en octubre de 2005. El TLC se firmó el 19 de enero de 2006 y está pendiente de implementación.
En 1974 y abril de 1983, el sultán Qabus de Omán realizó visitas de estado a los Estados Unidos. El vicepresidente George H. W. Bush visitó Omán en 1984 y 1986, y el presidente Bill Clinton visitó brevemente en marzo de 2000. El vicepresidente Dick Cheney visitó Omán en 2002, 2005 y 2006.

## Personal
Los principales funcionarios de los Estados Unidos incluyen:
- Embajador - Greta C. Holtz
- Jefe de misión adjunto: Alfred F. Fonteneau
- Jefe, Sección Política / Económica — Eric Carlson
- Oficial económico / comercial — Brian Grimm
- Oficial de Asuntos Públicos — Robert Arbuckle
- Jefe consular: Bryce Isham